# Parachernes meinertii
Parachernes meinertii är en spindeldjursart som först beskrevs av With 1908.  Parachernes meinertii ingår i släktet Parachernes och familjen blindklokrypare. Inga underarter finns listade i Catalogue of Life.